# Surprise d'octobre
La « Surprise d'octobre » est le surnom donné à une hypothèse en rapport avec la libération en janvier 1981 des 56 otages américains détenus depuis novembre 1979 à l'ambassade des États-Unis en Iran, et selon laquelle l'entourage de Ronald Reagan aurait négocié secrètement avec les Iraniens pour empêcher la libération des otages avant l'élection présidentielle d'octobre 1980, à laquelle il est candidat, afin que cette heureuse surprise ne bénéficie pas à Jimmy Carter, son rival et président sortant.
De fait, Reagan remporte la victoire, et les otages sont libérés douze minutes après son discours inaugural. L'accord passé entre l'ayatollah Khomeiny et Reagan aurait porté sur une reprise de la livraison d'armements à l'Iran en échange d'une libération tardive des otages, afin de désavantager Carter qui avait essuyé un revers cuisant lors de l'opération commando en avril 1980 pour les délivrer. Quelques années plus tard, le scandale de l'affaire Iran-Contra, lié aux Contras du Nicaragua, éclate.

## Accusations
Bani Sadr, ex-président de la république islamique d'Iran, et Gary Sick, ancien membre du Conseil de sécurité nationale à la Maison-Blanche, principal conseiller du président sur les affaires concernant le Golfe Persique, ont affirmé que Ronald Reagan s'était arrangé pour faire en sorte que les otages ne soient pas libérés avant son élection, afin de ne pas créer une « surprise d'octobre » qui aurait profité à son concurrent et président sortant, Jimmy Carter (qui doit sa défaite électorale en partie à cette affaire des otages).
Ceux qui soutiennent cette théorie affirment que des Républicains de l'entourage de Reagan, ayant des connexions avec la CIA, parmi lesquels George H. W. Bush (un temps directeur de la CIA), ont négocié avec le régime hostile de Khomeini afin de retarder la libération des otages. En échange, les Américains fourniraient des armes à l'Iran et débloqueraient les fonds financiers gelés par le gouvernement américain.

## État des tractations réelles et putatives
Au printemps 1980, l'ayatollah Khomeini discute avec les deux candidats présidentiels, Carter et Reagan. Les pourparlers ont fait appel aux protagonistes de l'affaire Iran-Contra ainsi qu'aux deux pays liés à l'Iran par des accords nucléaires, la France (via Eurodif) et l'Allemagne (contrat pour la centrale de Bushehr, devant être construite par Kraftwerk Union).
Mais au début d'avril 1980, Khomeini publie un communiqué, affirmant que « les otages resteraient aux mains des étudiants islamiques jusqu'à la réunion du Parlement. ». Selon l'ex-président de la république islamique Bani Sadr, « Cette démarche était pour moi synonyme de blocage définitif. (…) Ce communiqué de Khomeiny était l'aboutissement des contacts (avec les proches de Ronald Reagan) et qui n'avaient qu'un seul but: empêcher la libération des otages avant les élections américaines de novembre 1980 pour handicaper Carter dans sa réélection. ».
Le lendemain du communiqué, 7 avril 1980, Carter rompt les relations diplomatiques avec l'Iran. Deux semaines plus tard, il lance l'opération Eagle Claw, pour essayer de libérer les otages par un commando. Celle-ci échoue. « Par une troublante conjonction de malchance », trois hélicoptères sur huit tombent en panne, et un quatrième s'écrase. 
En juillet 1980, Zbigniew Brzeziński, conseiller à la sécurité nationale américain, rencontre Saddam Hussein à Amman, en Jordanie, étudiant « la manière dont les États-Unis et l'Irak pourraient coordonner leurs activités » pour s'opposer à l'Iran.
Au même moment, le président Bani Sadr rencontre un émissaire français à Téhéran. Il se plaint des politiques françaises et européennes envers l'Iran. Son interlocuteur lui répond que Washington mettait la pression sur Valéry Giscard d'Estaing.
Le 22 septembre 1980, Saddam Hussein, après avoir dénoncé les accords d'Alger (1975), déclencha  la guerre Iran-Irak. Pendant quelques jours, l'ayatollah Khomeini poursuit ses contacts avec les deux candidats américains à la présidentielle.
Bani Sadr affirme que, deux mois avant l'élection présidentielle, Khomeini passa un accord avec Reagan. Selon lui, les négociations ont eu lieu à Paris et à Washington. L'accord portait sur une libération tardive des otages, en échange d'une reprise de l'armement à l'Iran. Dès juillet 1981, affirme-t-il, les États-Unis ont livré des armes à l'Iran.

## Conclusion des enquêtes parlementaires
Après plus de douze ans d'enquêtes journalistiques, et la révélation de l'affaire Iran-Contra, les deux chambres du Congrès ont effectué des enquêtes à ce sujet, en concluant à l'absence de telles négociations.

## Persistance des accusations
Le journaliste d'investigation Robert Parry affirme que le 11 janvier 1993, en réponse à une requête du président de la commission, Lee H. Hamilton (en), le gouvernement russe envoya à une commission parlementaire un rapport de renseignement affirmant que Robert Gates, alors haut responsable de la CIA, ainsi que George H. W. Bush, avaient participé à de telles tractations,.
En 2001, l'ancien banquier Ernest Backes, qui travaillait dans la chambre de compensation Clearstream, affirmait dans Révélation$, un livre écrit par le journaliste Denis Robert, qu'il avait été chargé du transfert de sept millions de dollars de la Chase Manhattan Bank à la Citibank le 16 janvier 1980, transfert qui aurait servi à payer la libération des otages. Il a donné des copies de ce fichier à l'Assemblée nationale.

## Postérité de l'expression
L'expression de surprise d'octobre est réutilisée pour les campagnes ultérieures et fait partie du lexique politique, décrivant le cas où des révélations aux derniers instants de la campagne peuvent faire basculer l'élection. Elle est popularisée en 2016 à la suite des controverses entourant les candidats Donald Trump (propos outranciers (en)) et Hillary Clinton (mailgate),.